# Omega Men
Omega Men (dt. Omega-Menschen) ist der Titel verschiedener Comicserien, die der US-amerikanische Verlag DC-Comics seit 1983 veröffentlicht.

## Publikationsgeschichte und Handlung
Omega Men handelt von den Abenteuern einer fiktiven Gruppe von außerirdischen Flüchtlingen unterschiedlicher Spezien, die in dem Sternensystem Vega, das von dem faschistoiden Regime der Citadellians diktatorisch regiert wird.
Bevor noch die Hauptfiguren der Omega Men ihre eigene fortlaufende Serie erhielten, wurden die Hauptfiguren in der Ausgabe #141 vom Juni 1981 der ebenfalls bei DC erscheinenden Reihe Green Lantern vorgestellt. Autor dieser „Debüt-Story“ war der Autor Marv Wolfman. Die erste eigenständige Omega Men-Serie erschien zwischen April 1983 und Mai 1986 und umfasst 38 Ausgaben. Die Serie wurde von Autoren wie Roger Slifer, Doug Moench und Todd Klein verfasst, während mit der visuellen Gestaltung der Hefte Künstler wie Keith Giffen, Tod Smith, Shawn McManus und Alex Nino sowie Tuschezeichner wie Mike DeCarlo, Jim McDermott und Greg Theakston betraut wurden. Einzelne Geschichten davon erscheinen auch auf Deutsch, zunächst 1982 und 1983 bei Ehapa in Grüne Leuchte #1–#3, #7 und #8. Drei Geschichten kamen 2005 bei Panini im Sonderheft Lobo's greatest Hits Nr.1 heraus. 15 Hefte der Serie erscheinen 1985 bis 1986 bei Arédit auf Französisch, 14 erschienen 1084 bis 1986 auf Spanisch bei Zinco.
2006 erschien eine von dem Autor Andersen Gabrych geschriebene und dem Maler Henry Flint visuell gestaltete sechsteilige Miniserie, die den Stoff in einer zeitgemäßen Adaption neu erzählt.
Seit August 2015 erscheint eine auf zwölf Ausgaben angelegte dritte Serie (Maxiserie) unter dem Omega Men-Titel.

## Spin-offs
Die Popularität des zunächst als Schurke in einigen Geschichten von Omega Men auftretenden intergalaktischen Kopfgeldjägers Lobo führte dazu, dass dieser – nach Auftritten in diversen weiteren Serien – ab 1989 in den Mittelpunkt zahlreicher eigener Publikationen gestellt wurde.